# Demetrio Neyra
Demetrio Neyra (1908. december 15. – 1957. szeptember 27.), perui válogatott labdarúgó.
A perui válogatott tagjaként részt vett az 1930-as világbajnokságon illetve az 1927-es Dél-amerikai bajnokságon.

## Sikerei, díjai
Peru
- Dél-amerikai bronzérmes (1): 1927

## Külső hivatkozások
- Demetrio Neyra a FIFA.com honlapján Archiválva 2015. február 4-i dátummal a Wayback Machine-ben